# Rezophonic
Rezophonic è un supergruppo italiano formato nel febbraio 2006. Il progetto musicale/sociale ha realizzato tre album e vari singoli.

## Storia
(Slogan del progetto)
Rezophonic viene fondato da Mario Riso, batterista rock nonché cofondatore dell'emittente satellitare Rock TV, che si basa sulla realizzazione di dischi in cui i brani scritti da Mario vengono interpretati da artisti italiani, i cui ricavati sono devoluti all'African Medical and Research Foundation (AMREF) per un progetto idrico nella regione dai Kajiado tra Kenya e Tanzania, e che ha ottenuto il patrocinio della Fondazione Pubblicità e Progresso.
Nel 2009 si sono esibiti sul palco a Pisa alcuni dei partecipanti al disco. Mario convince Caparezza ad entrare nel progetto, assieme scrivono e pubblicano il brano Nell'acqua, tema lo spreco di acqua nelle società occidentali, dove partecipano Cristina Scabbia e Roy Paci.
Nel 2014 viene pubblicato il terzo album dal titolo R3zophonic e anticipato dal singolo Dalla a me (Io sicuramente non la spreco).

## Formazione
Mario Riso, William Nicastro, Olly (The Fire), Cristina Scabbia, Maus, Marco Coti Zelati, Andrea Ferro, (Lacuna Coil), Marco Cocci (Malfunk), G.L. Perotti (Extrema), Max Zanotti e Marco Trentacoste (Deasonika), Gianluca Battaglion (Movida), DJ Aladyn, Jan Galliani (Settevite), Kg Man, Gianluca Grignani, Stef Burns, Tommy Massara (Extrema), Mana (Folder), Emo & Nitto (Linea 77), Piotta, Roy Paci, DJ Jad, Eva Poles (Prozac+), Pablo Von Roitberg, Morgan, Roberta Sammarelli (Verdena), Fabio Mittino, Giuliano Sangiorgi (Negramaro), Stefano Brandoni, La Dava (Vallanzaska), Diego Mancino, Gemelli Diversi, Marco "Garrincha" Castellani (Octopus), Pau e Cesare Petricich (Negrita), Omar Pedrini, Nikki, Andy e Livio Magnini (Bluvertigo), Max Brigante (Radio 105), FFD, Joxemi (Ska-P), Micky (No Relax), Ringo, Alteria, Lella (Settevite), Sem (Guilty Method), Michele Albè (Piks), Pier Gonella (Labyrinth, Mastercastle, Necrodeath), Patrick Djivas (PFM, TG5), Andrea "Trix" Tripodi (Eggs), Fefo Forconi, Ugo Nativi, Enrico Amendolia, Roberto Broggi (Guilty Method), Pino Scotto, Francesco Sarcina (Le Vibrazioni), Saturnino Celani, Fausto Cogliati, L'Aura, David Moretti (Karma), Steve Angartal, Larsen, Coppolino, Ivan Lodini Giovanni Frigo e Alessandro Ranzani (Movida), Silvio Franco, Madaski e Bunna Africa Unite, N.A.M.B., Loge, Davide Tomat, The Bastard Sons of Dioniso, Paletta e Noyse (Punkreas), Andrea Rock, Sasha Torrisi (ex Timoria), Ketty Passa (toxic tuna), Pierluigi Ferrantini (Velvet), Enrico Ruggeri, Caparezza, Simone Fiorletta, Federico Malandrino, Giuseppe Fiori, Fabrizio Pollio (Io?Drama, Pollio), Andrea Butturini, Marco Priotti, Amerigo Vitiello, Giuseppe Fiori, Pietro Quilichini.

## Discografia

### Album in studio
- 2006 – Rezophonic
- 2011 – Rezophonic 2 - Nell'acqua
- 2014 – R3zophonic

### Singoli
- 2006 – Can You Hear Me?
- 2006 – L'uomo di plastica
- 2006 – Spasimo
- 2009 – Nell'acqua
- 2011 – Ci vuole un fiore
- 2011 – Regina Veleno
- 2012 – Sono un acrobata
- 2014 – Dalla a me (Io sicuramente non la spreco)
- 2018 – Mayday (feat. Lacuna Coil)
- 2019 – L'ultimo fiore del mondo